# Ectoïne
Ectoïne is een organische verbinding die voorkomt in verschillende soorten bacteriën. Het is een compatibele oplosstof die bacteriën als osmoliet gebruiken om osmotische stress te overleven. Ectoïne komt in hoge concentraties voor in halofiele micro-organismen en biedt weerstand tegen schadelijke veranderingen in zoutgehaltes en temperatuur. Ectoïne werd voor het eerst geïdentificeerd in het micro-organisme Ectothiorhodospira halochloris in 1990, en is sindsdien aangetroffen in een vele anderen gramnegatieve en grampositieve bacteriën, waaronder Halomonas titanicae.
Ectoïne wordt gesynthetiseerd in drie opeenvolgende enzymatische reacties uitgaande van asparagine-β-semialdehyde. De genen die voor deze biosynthese-enzymen coderen worden aangeduid als ectA, ectB en ectC. Ectoïne wordt gebruikt als een actief ingrediënt in producten voor huidverzorging en zonnebrandcrèmes. Het stabiliseert eiwitten en andere cellulaire structuren en beschermt de huid tegen UV-straling en uitdroging.